# Opuntia echios
Opuntia echios ist eine Pflanzenart in der Gattung der Opuntien (Opuntia) aus der Familie der Kakteengewächse (Cactaceae). Das Artepitheton echios verweist vermutlich auf die Ähnlichkeit mit der dichten, feinen Bedornung bis rauen borstigen Behaarung des Gewöhnlichen Natternkopfs aus der Gattung Echium.

## Beschreibung
Die meist baumförmig, mit hängenden Zweigen wachsende Opuntia echios erreicht Wuchshöhen von 1 bis 10 Metern. Der anfangs dornige, später mit rötlichen Plättchen bedeckte Stamm ist für gewöhnlich deutlich ausgeprägt und erreicht Durchmesser von bis zu einem Meter. Die gelbgrünen bis blaugrünen Stammsegmente sind rund, umgekehrt eiförmig oder länglich. Sie sind 25 bis 45 Zentimeter lang, 17 bis 32 Zentimeter breit und 1 bis 2,4 Zentimeter dick. Die runden Areolen mit einem Durchmesser von 2 bis 6 Millimeter sind 13 bis 30 Zentimeter voneinander entfernt. Glochiden fehlen oder es sind nur wenige vorhanden. Die 2 bis 20 (oder mehr) aufrechten, steifen, stark dimorphen (zweigestaltigen) Dornen sind zunächst gelb und werden später braun. Sie sind zwischen 1,2 und 12 Zentimeter lang.
Die gelben Blüten sind 8 bis 12 Zentimeter lang und erreichen Durchmesser zwischen 5 und 7 Zentimeter. Die Früchte sind grün bis braun, kreiselförmig. Sie sind Glochiden und Dornen besetzt und haben einen Durchmesser von 3 bis 3,5 Zentimeter und eine Länge von 4 bis 6 Zentimeter.

## Systematik und Verbreitung
Die Erstbeschreibung erfolgte 1933 durch John Thomas Howell.
Es werden fünf Varietäten unterschieden, die auf einzelnen der Galápagos-Inseln (Kolumbusarchipel) vorkommen: 
- Opuntia echios var. echios
ist auf den Inseln Isla Baltra, Isla Daphne, Isla Plaza Sur, Isla Santa Cruz verbreitet.
- Opuntia echios var. barringtonensis E.Y.Dawson
ist nur auf Isla Santa Fé verbreitet.
- Opuntia echios var. gigantea Howell
ist nur auf Isla Santa Cruz verbreitet.
- Opuntia echios var. inermis E.Y.Dawson
ist nur auf Isla Isabela verbreitet.
- Opuntia echios var. zacana (J.T.Howell) E.F.Anderson & Walk.
ist nur auf Isla Seymour Norte verbreitet.

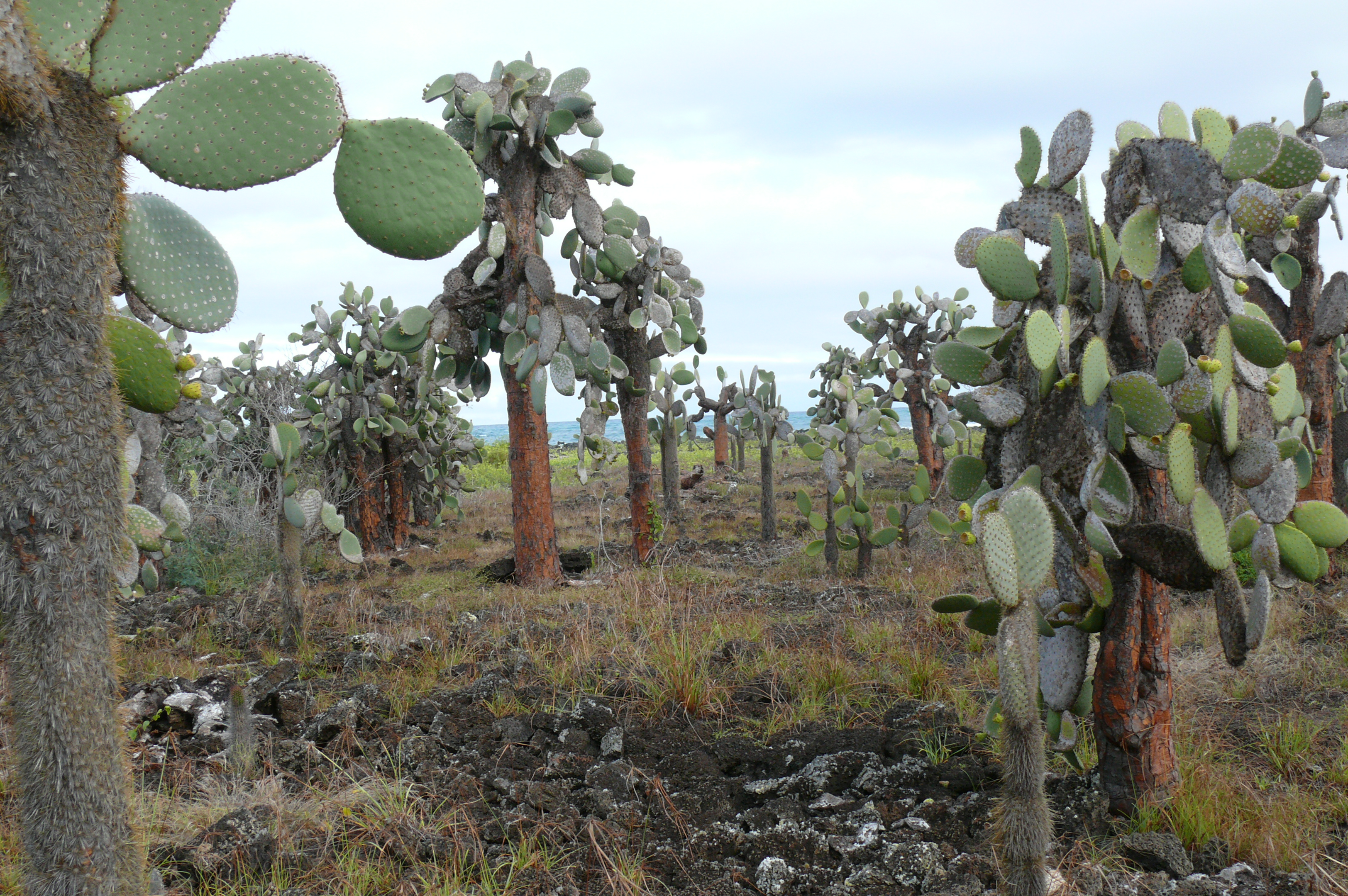
Opuntia echios var. echios, Bestand bei Tortuga Bay auf Santa Cruz
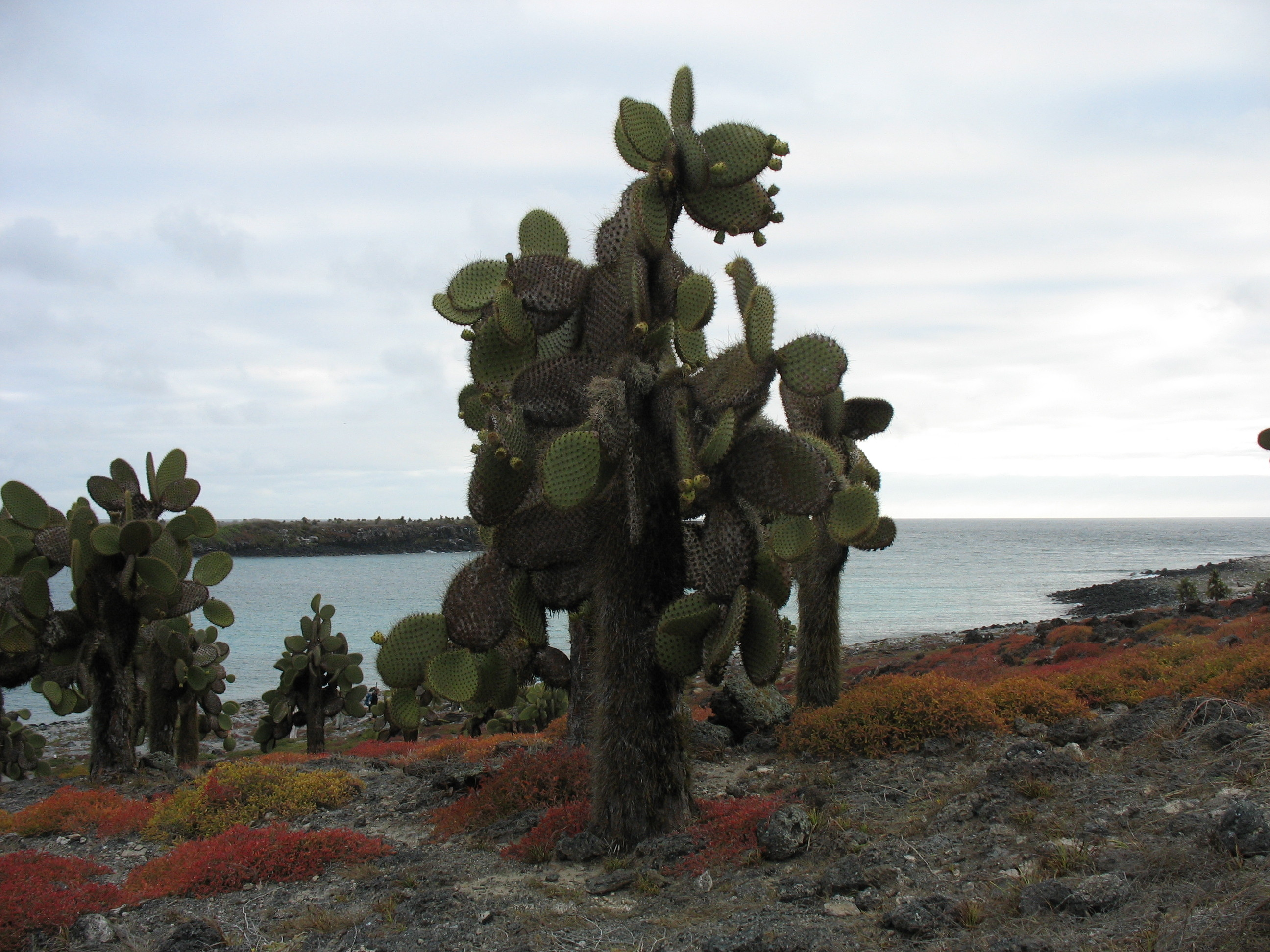
Opuntia echios var. echios auf Plaza Sur
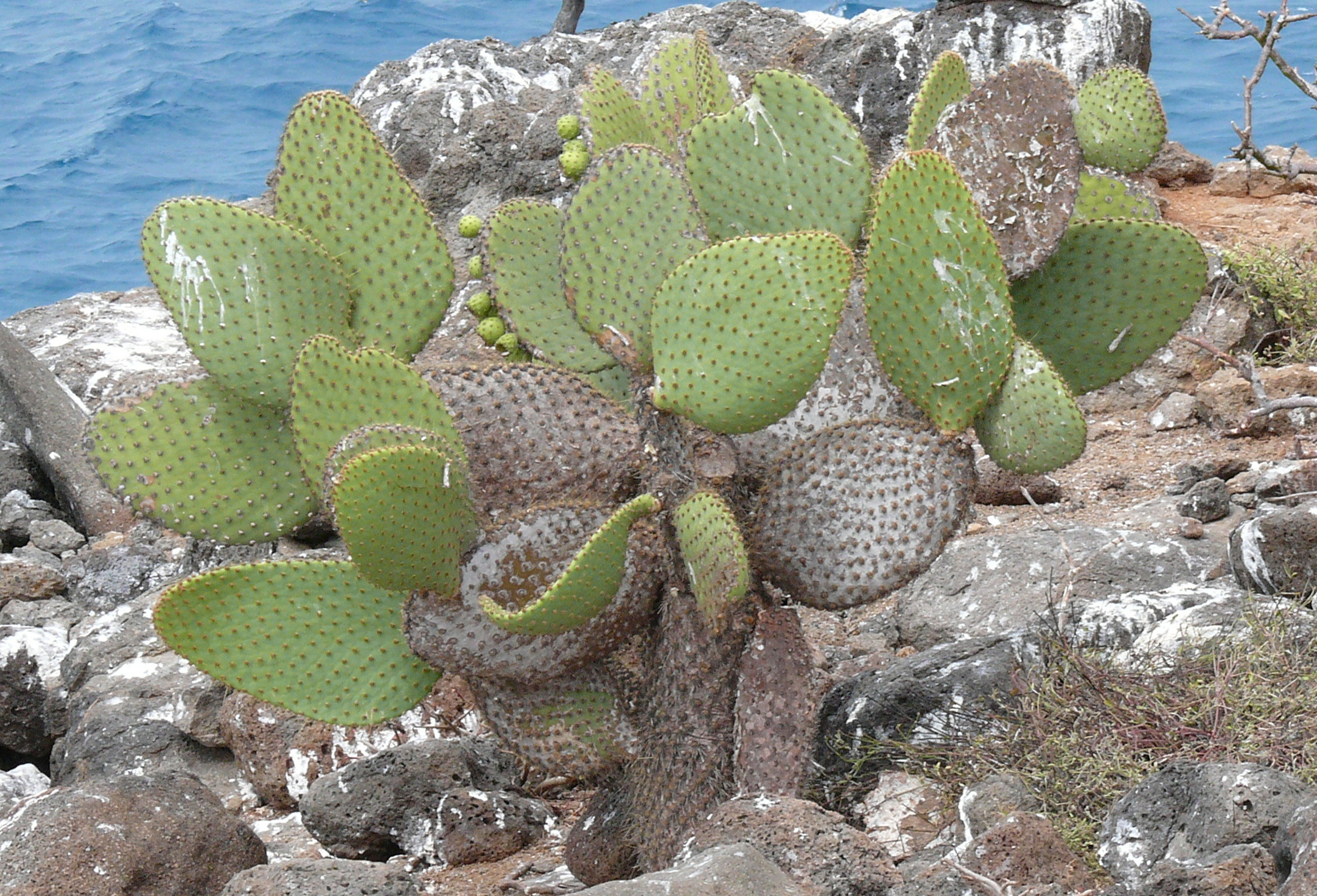
Opuntia echios var zacana auf Seymour Norte
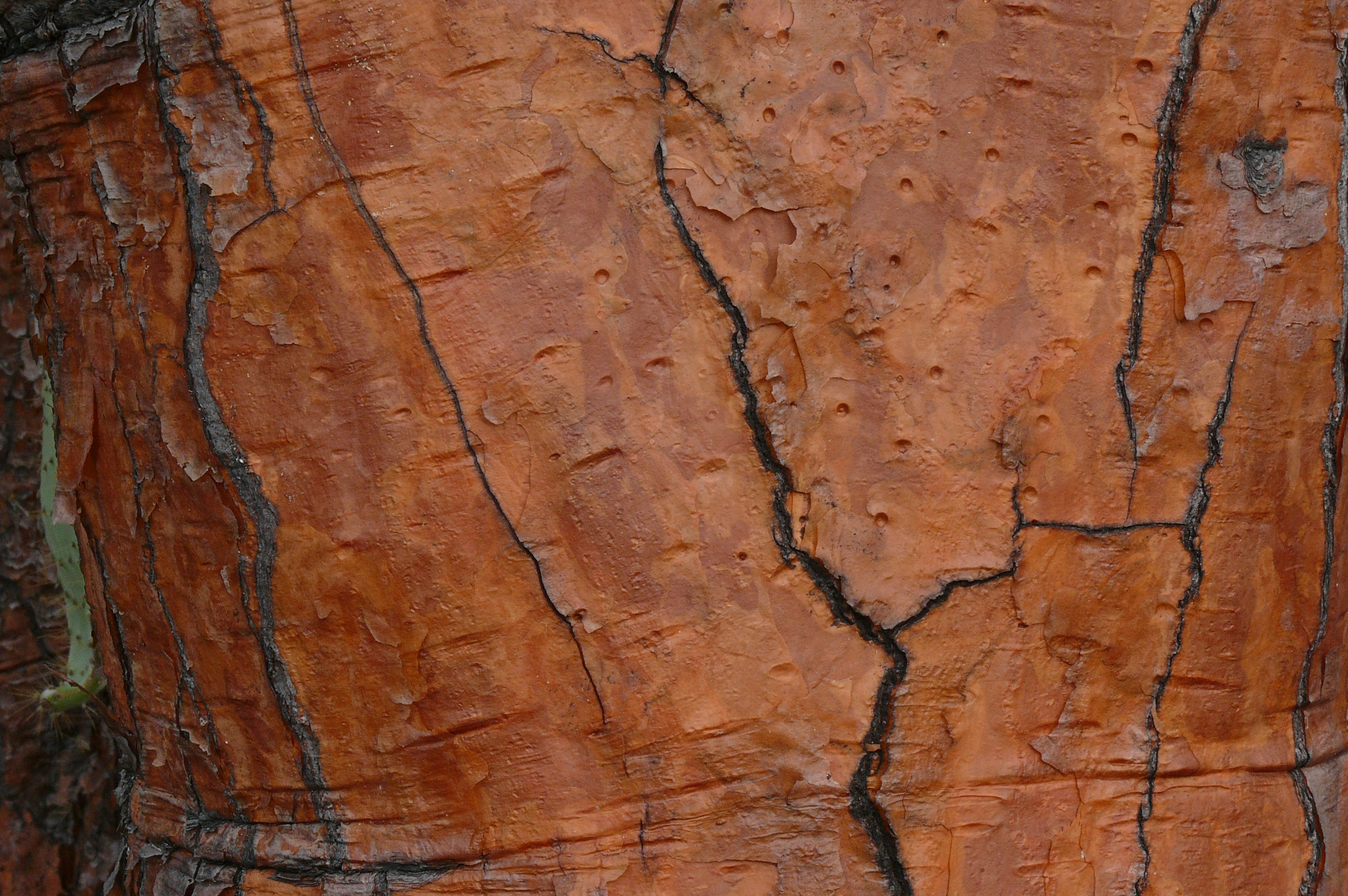
Borke

## Nachweise

## Weiterführende Literatur
- David J. Hicks, Andre Mauchamp: Population Structure and Growth Patterns of Opuntia echios var. gigantea along an Elevational Gradient in the Galápagos Islands. In: Biotropica. Band 32, Nummer 2, 2000, S. 235–243, doi:10.1646/0006-3606(2000)032[0235:PSAGPO]2.0.CO;2.